# Jan ten Kate (politicus)
Jan ten Kate (Koekange, 1964) is een Nederlandse melkveehouder, bestuurder en partijloos politicus. Sinds 28 mei 2021 is hij burgemeester van Staphorst.

## Biografie
Ten Kate ging naar de middelbare landbouwschool en had een melkveehouderij in Oshaar en Koekangerveld. Hij werd in 2002 namens Gemeentebelangen De Wolden lid van de gemeenteraad van De Wolden en in 2006 fractievoorzitter. Van 2010 tot december 2018 was hij wethouder en 1e locoburgemeester aldaar. Tijdens zijn wethouderschap volgde hij een opleiding politiek bestuurlijk management aan de Universiteit van Tilburg.
Ten Kate was vanaf 18 december 2018 namens OpKoers.nu wethouder en 3e locoburgemeester van Hardenberg en had in zijn portefeuille Lokale infrastructuur (inclusief parkeren), Duurzaamheid/energie/klimaat, Milieu en afval, Gemeentelijke eigendommen, Monumentenbeleid, Gemeentelijke dienstverlening, Evenementenbeleid, Bestuurlijke vernieuwing (samen met Maarten Offinga) en Gebiedsgericht werken: Slagharen, Marslanden, De Belt en Schuinesloot, Collendoorn, Hoogenweg, Hardenbergerveld, Rheeze en Diffelen en Baalder.
Ten Kate werd op 6 april 2021 door Staphorst voorgedragen als nieuwe burgemeester. Op 17 mei 2021 werd de voordracht overgenomen door de minister van Binnenlandse Zaken en Koninkrijksrelaties zodat hij middels koninklijk besluit met ingang van 28 mei 2021 benoemd kon worden. Op die dag vond tijdens een raadsvergadering ook de installatie plaats en werd hij  door de commissaris van de Koning in Overijssel, Andries Heidema, beëdigd.
Ten Kate is getrouwd en heeft twee zoons.